# Adelhold
Adelhold auch Athelod(us), Adelodus oder Adelvoldus (* vor 1068; † 27. März 1100 in Braunschweig) war der erste namentlich bekannte Propst der Stiftskirche von St. Blasius der Burg Dankwarderode zu Braunschweig.

## Leben
Adelhold wird nachweislich um das Jahr 1067 als Stiftsmitglied bezeugt, als er durch die Markgrafen Ekbert I. und Ekbert II. Ländereien (38½ Hufen) an die „ecclesia Thoncguarderoth“ übergab. Dieser Umstand lässt eine Nähe zu den Brunonen vermuten, aus deren Familie diese Grafen entstammten. Die Kirche St. Blasius war dem heiligen Johannes d.T. und Blasius geweiht. Sie scheint zu jener Zeit jedoch nicht mit der vorgenannten Ecclesia identisch, sondern deren Vorgängerin zu sein. Adelhold soll zudem dem Stift mehr als 50 wertvolle Bücher geschenkt haben. Dies könnte der Grundstock für die Stiftsbibliothek gewesen sein. Ein von Adelhold gestifteter Tragaltar mit wertvollen Reliquien ist Teil des Braunschweiger Welfenschatzes. Der Propst fand vermutlich zunächst seine letzte Ruhestätte in der Stiftskirche („ecclesia Thoncguarderoth“), er soll später im Auftrag Heinrichs des Löwen exhumiert und im Seitenschiff der neuen Stiftskirche beigesetzt worden sein.

## Der Tragaltar
Bei dem Tragaltar des „Adelvoldus“ handelt es sich um ein quadratisches Objekt mit den Abmessungen 7,5 × 21,1 × 23,0 cm. Die Bodenplatte ist mit Kupferblech überzogen, während die Seitenteile aus braunen Alabasterplatten bestehen. Die Deckplatte besteht aus grünem Porphyr. Dieser Altarstein ist von einer silbernen Umrandung umschlossen, in der sich eine Inschrift befindet. Diese lautet übersetzt: „Diesen geweihten Stein gab Propst Adelvoldus dem heiligen Blasius.“